# Fredrik Bjerrehuus
Fredrik Holmquist Bjerrehuus (Herning, 14 gennaio 1990) è un lottatore danese, sapecializzato nello stile greco-romano.

## Biografia
Ha rappresentato la Danimarca ai Giochi olimpici estivi di Tokyo 2020, dove è stato estromesso dal tabellone principale del torneo dei 67 kg dall'ucraino Parviz Nasibov, poi vincitore dell'argento; ai ripescaggi è stato eliminato dal rappresentanti di ROC Artëm Surkov.

## Palmarès
| Anno | Manifestazione             | Sede              | Evento | Risultato | Note |
| ---- | -------------------------- | ----------------- | ------ | --------- | ---- |
| 2005 | Campionati nordici cadetti | Nykoeping Falster | 42 kg  | Argento   |      |
| 2006 | Campionati nordici cadetti | Joegeva           | 50 kg  | Oro       |      |
| 2006 | Campionati nordici junior  | Joegeva           | 50 kg  | Argento   |      |
| 2006 | Europei cadetti            | Istanbul          | 50 kg  | 5º        |      |
| 2007 | Campionati nordici cadetti | Fredrikssund      | 54 kg  | Oro       |      |
| 2007 | Campionati nordici junior  | Fredrikssund      | 55 kg  | Bronzo    |      |
| 2007 | Europei cadetti            | Varsavia          | 54 kg  | 7º        |      |
| 2009 | Europei junior             | Tbilisi           | 60 kg  | 7º        |      |
| 2009 | Mondiali junior            | Ankara            | 60 kg  | 23º       |      |
| 2010 | Europei junior             | Samokov           | 60 kg  | 5º        |      |
| 2010 | Mondiali junior            | Budapest          | 60 kg  | 16º       |      |
| 2011 | Campionati nordici         | Tallinn           | 66 kg  | 5º        |      |
| 2011 | Mondiali                   | Istanbul          | 66 kg  | 40º       |      |
| 2012 | Europei                    | Belgrado          | 66 kg  | 24º       |      |
| 2012 | Campionati nordici         | Aarhus            | 66 kg  | Argento   |      |
| 2014 | Campionati nordici         | Turku             | 66 kg  | Bronzo    |      |
| 2014 | Mondiali                   | Tashkent          | 66 kg  | 33º       |      |
| 2015 | Campionati nordici         | Bodø              | 71 kg  | Argento   |      |
| 2015 | Giochi europei             | Baku              | 66 kg  | 9º        |      |
| 2016 | Campionati nordici         | Tallinn           | 66 kg  | Oro       |      |
| 2017 | Europei                    | Novi Sad          | 66 kg  | 14º       |      |
| 2017 | Campionati nordici         | Panevėžys         | 71 kg  | Oro       |      |
| 2017 | Mondiali                   | Parigi            | 66 kg  | 23º       |      |
| 2018 | Europei                    | Kaspijsk          | 67 kg  | 5º        |      |
| 2018 | Mondiali                   | Budapest          | 67 kg  | 7º        |      |
| 2019 | Europei                    | Bucarest          | 67 kg  | 24º       |      |
| 2019 | Mondiali                   | Nur-Sultan        | 67 kg  | 5º        |      |
| 2021 | Europei                    | Varsavia          | 67 kg  | 7º        |      |
| 2021 | Giochi olimpici            | Tokyo             | 67 kg  | 14º       |      |
| 2021 | Campionati nordici         | Herning           | 67 kg  | Oro       |      |